# Paróquia de St. Tammany
A Paróquia de St. Tammany (em inglês:  St. Tammany Parish) é uma das 64 paróquias do estado americano da Luisiana. A sede da paróquia é Covington e sua maior cidade é Slidell.
A paróquia possui uma área de 2 912 km², dos quais 2 190 km² estão cobertos por terra e 722 km² por água, uma população de 233 740 habitantes, e uma densidade populacional de 106,7 hab/km² (segundo o censo nacional de 2010). É a quinta paróquia mais populosa da Luisiana.